# همزیستی

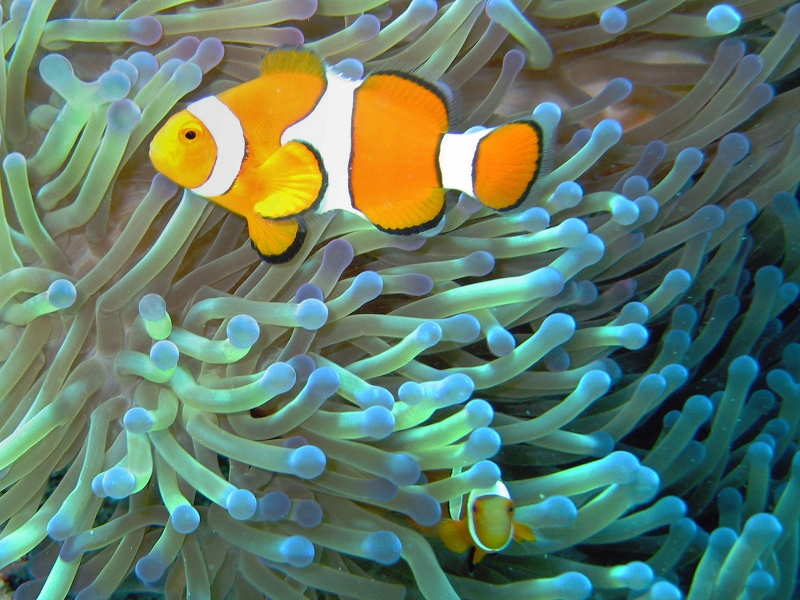
در یک همزیستی پاک‌سازی، دلقک‌ماهی از بی‌مهرگان کوچک تغذیه می‌کند که در غیر این صورت پتانسیل آسیب رساندن به شقایق دریایی را دارند و ماده مدفوع دلقک‌ماهی مواد مغذی را برای شقایق دریایی تامین می کند. دلقک‌ماهی توسط سلول‌های نیش زن شقایق که دلقک‌ماهی در برابر آن مصون است از شکارچیان محافظت می‌شود. بنابراین این رابطه به‌عنوان همزیستی طبقه‌بندی می‌شود.

همزیستی (به انگلیسی: Symbiosis) در زیست‌شناسی به برهم‌کنش دو گونهٔ زیستی یا بیشتر در یک رابطهٔ نزدیک و در بیشتر موارد درازمدت می‌گویند مانند همزیستی دلقک‌ماهی‌ها و شقایق دریایی. همزیستی گاه اجباری است، گاه اختیاری.
تعریف همزیستی در میان دانشمندان بحث‌برانگیز است. دسته‌ای بر این باورند که همزیستی تنها به رابطهٔ دوسویهٔ پایدار بازمی‌گردد، در حالی که گروهی دیگر آن را برابر با هر گونه برهم‌کنش زیستی پایدار می‌دانند.

## انواع
انواع همزیستی به روش‌های مختلف طبقه‌بندی می‌شوند. برخی از شکل‌های همزیستی عبارتند:

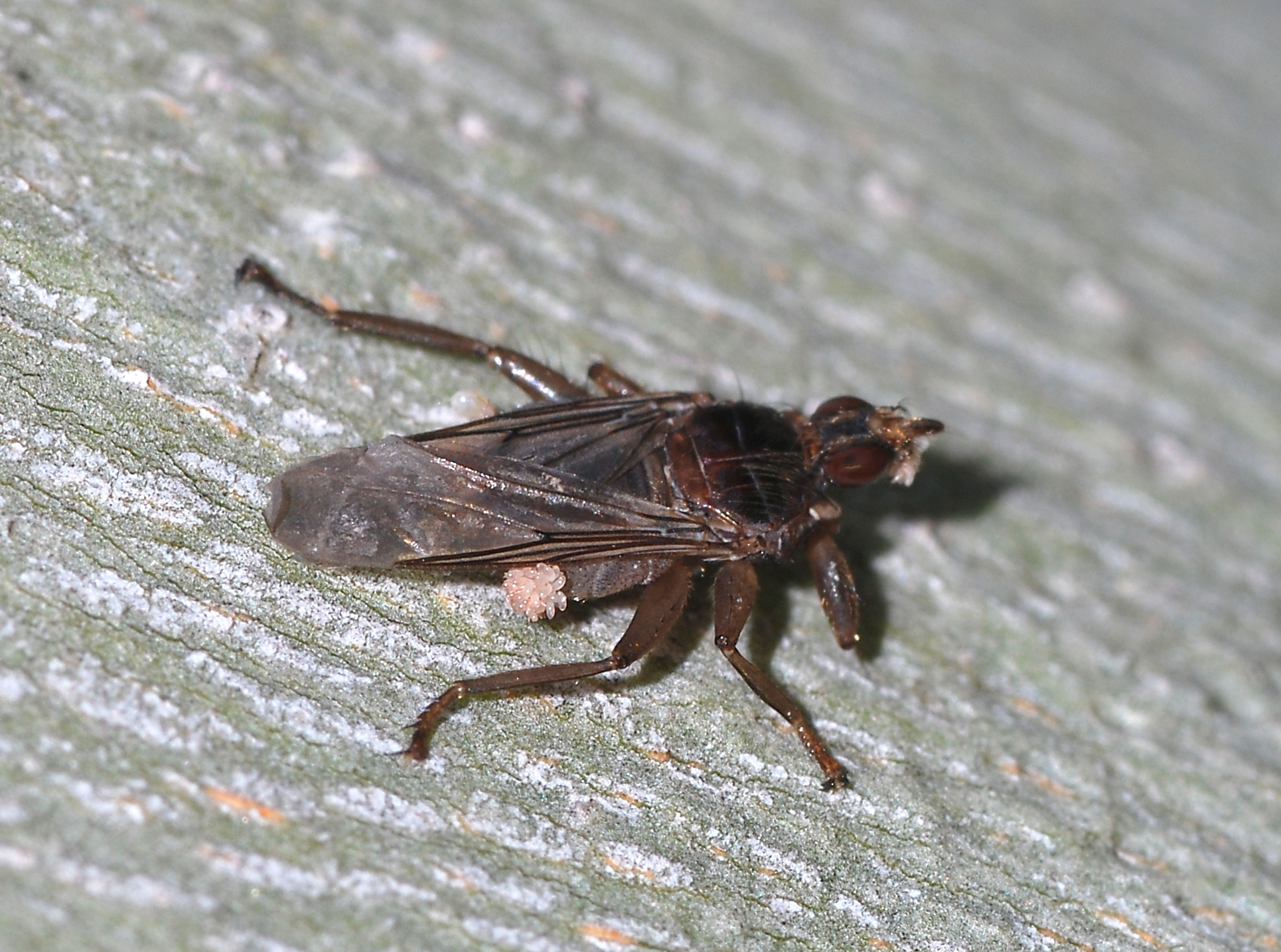
همسفرگی mites on a fly (Pseudolynchia canariensis).

- همسفری (Physical interaction یا Endosymbiosis) :عضو کوچکتر رابطهٔ همزیستی به‌طور مکانیکی توسط عضو بزرگتر حمل می‌شود. اندوسیمبیوزیس یعنی موجود کوچکتر در داخل بدن موجود بزرگتر زندگی می‌کند مانند باکتری‌های تثبیت‌کننده نیتروژن که در ریشۀ درخت زندگی می‌کنند. باکتری موراکسلا بوویس (به انگلیسی: Moraxella bovis)، عامل التهاب عفونی چشم گاو، به‌طور مکانیکی بر روی بالشتک چسبنده پای مگس صورت از چشم یک گاو به چشم گاو دیگر انتقال می‌یابد.

- همیاری (Mutualism) یا همزیستی متقابل: ارتباطی است که هر دو موجود زنده شریک، در همزیستی سود می‌برند مانند همزیستی شته‌ها و مورچه‌ها.

- انگلی (Parasitism): نوعی زندگی اجباری دو موجود با هم که فقط انگل از میزبان بهره می‌برد مانند رابطه آسکاریس و انسان.

- همسفرگی (Commensalism): در آن یک همزیست سود می‌برد و طرف دیگر نه سود می‌برد و نه زیان می‌بیند مانند رابطه فریباماهیان شکارچی و ماهیان کوچکتر.

- Amensalism: حالتی است که در رابطۀ بین دو موجود یکی آسیب جدی می‌بیند یا از بین می‌رود و دیگری چندان تأثیری نمی‌پذیرد مانند چمن زیر پای گاو.

- فورزیس: هیچ نوع وابستگی از نطر متابولیکی یا غیر از آن بین دو موجود زنده وجود ندارد. نمونۀ این نوع زندگی انتقال باکتری‌ها توسط اتصال به پای حشرات است. اگرچه پرواز حشره از جایی‌به‌جای دیگر به انتقال باکتری منجر می‌شود، ولی هیچ اجباری در این ارتباط از دو طرف نیست اصولاً یک نوع رابطه اتفاقی است.

- Synnecrosis: نوعی رابطه کوتاه و نادر که به مرگ می‌انجامد.

در برخی منابع رابطه شکار و شکارچی نیز از انواع همزیستی شمرده شده‌است.